# Sofagate
Jako Sofagate je označován diplomatický incident v Ankaře ze 6. dubna 2021 při osobním setkání tureckého prezidenta Recepa Tayyipa Erdogana se zástupci Evropské unie Ursulou von der Leyenovou a Charlesem Michelem. Předmětem incidentu bylo usednutí představitelů po úvodním přivítání, kdy oba muži se posadili do křesel ke státním vlajkám, zatímco pro von der Leyenovou zbylo místo v ústraní na pohovce. Předmětem rozhovoru byla kromě jiného také ženská práva a odstoupení Turecka od Istanbulské úmluvy.

## Průběh incidentu
Dne 6. dubna se předseda Evropského parlamentu Charles Michel a předsedkyně Evropské komise Ursula von der Leyenová v Ankaře setkali s tureckým prezidentem Recep Tayyip Erdoğanem. V místnosti byly pouze dvě židle, na které si sedl Michel a Erdogan. Von der Leyenové bylo nabídnuto, aby se podsadila na pohovku.

## Reakce
Překvapená reakce von der Leyenové při samotném incidentu vzbudila velký ohlas na sociálních sítích. Část evropských politiků kritizovala „protokolární machismus“ v podání Erdogana, další část kritizovala Charlese Michela za to, že na toto podle nich nedůstojné přijetí nezareagoval. Jeho kabinet k tomu uvedl, že hlavním hostem byl právě Michel a von der Leyenová byla jen doprovod, proto bylo podle protokolu vše v pořádku. S tím ale nesouhlasil mluvčí evropské komise Eric Mamer, podle něhož cestovali společně a proto se jim mělo dostat stejného zacházení. V následujících rozhovorech Michel uváděl, že chtěl nereagováním odvrátit „mnohem závažnější (diplomatický) incident.“ Pro list Handelsblatt uvedl, že kdyby mohl, tak by vrátil čas a situaci napravil, a že od incidentu špatně spí a scény se mu vracejí v hlavě. Von der Leyenová hned při prvním hovoru s Michelem 12. dubna uvedla, že „nedovolí, aby se taková situace opakovala.“